# Helena Leveelahti
Helena Katriina Leveelahti (* 30. September 1999 in Virrat) ist eine finnische Leichtathletin, die sich auf den Diskuswurf spezialisiert hat.

## Sportliche Laufbahn
Erste Erfahrungen auf Wettkämpfen internationaler Ebene sammelte Helena Leveelahti beim Europäischen Olympischen Jugendfestival 2015 in Tiflis, bei dem sie im Kugelstoßen mit einer Weite von 14,86 m den achten Platz belegte und im Diskuswurf mit 48,06 m die Silbermedaille gewann. Ein Jahr später gewann sie bei den erstmals ausgetragenen Jugendeuropameisterschaften ebendort mit 49,34 m die Bronzemedaille mit dem Diskus. 2017 belegte sie bei den U20-Europameisterschaften in Grosseto mit 51,85 m den fünften Platz und im Jahr darauf gewann sie bei den U20-Weltmeisterschaften in Tampere mit 56,80 m die Silbermedaille. Zudem qualifizierte sie sich erstmals für die Europameisterschaften in Berlin, bei denen sie mit 53,56 m aber nicht das Finale erreichte. 2019 wurde sie bei den U23-Europameisterschaften in Gävle mit 51,03 m Achte und 2021 gewann sie bei den U23-Europameisterschaften in Tallinn mit neuer Bestleistung von 57,09 m die Silbermedaille hinter der Niederländerin Jorinde van Klinken. 2023 belegte sie bei den World University Games in Chengdu mit 57,07 m den sechsten Platz und im Jahr darauf schied sie bei den Europameisterschaften in Rom mit 55,22 m in der Vorrunde aus.

## Persönliche Bestleistungen
- Kugelstoßen: 15,36 m, 15. August 2020 in Turku
- Diskuswurf: 57,09 m, 9. Juli 2021 in Tallinn